# Gösta Wiberg
Gösta Lars Ragnar Wiberg, född 24 oktober 1900 i Stockholm, död där 7 augusti 1971, var en svensk målare, tecknare och grafiker.
Han var son till muraren Lars Kristensson-Wiberg och Kristina Sofia Ström och från 1938 gift med Rachel Kasdan-Wiberg. Han studerade vid Högre konstindustriella skolan 1925–1928 och vid Kungliga konsthögskolan 1931–1937 samt genom självstudier under resor till Norge, Danmark, Frankrike och Spanien. Separat ställde han bland annat ut på Sturegalleriet i Stockholm 1958 och tillsammans med sin fru ställde han ut i Södertälje, Trelleborg, Katrineholm, Ljungby, Kalmar och Skellefteå. Han medverkade i några av Sveriges allmänna konstförening salonger i Stockholm och han var representerad i utställningen Svart och vitt som visades på Konstakademien 1962. Hans konst består av stilleben, porträtt, figurer och landskapsskildringar utförda i olja, pastell eller akvarell samt etsningar och serigrafier. Wiberg är representerad vid Kalmar läns museum, prins Eugens Waldemarsudde, Stockholms stadsmuseum och Stockholms stadshus. 